# Le Boulay-Morin
Le Boulay-Morin is een gemeente in het Franse departement Eure (regio Normandië) en telt 558 inwoners (1999). De plaats maakt deel uit van het arrondissement Évreux.

## Geografie
De oppervlakte van Le Boulay-Morin bedraagt 5,5 km², de bevolkingsdichtheid is 101,5 inwoners per km².
De onderstaande kaart toont de ligging van Le Boulay-Morin met de belangrijkste infrastructuur en aangrenzende gemeenten.

## Demografie
Onderstaande figuur toont het verloop van het inwonertal (bron: INSEE-tellingen).